# Cassatella di Sant'Agata

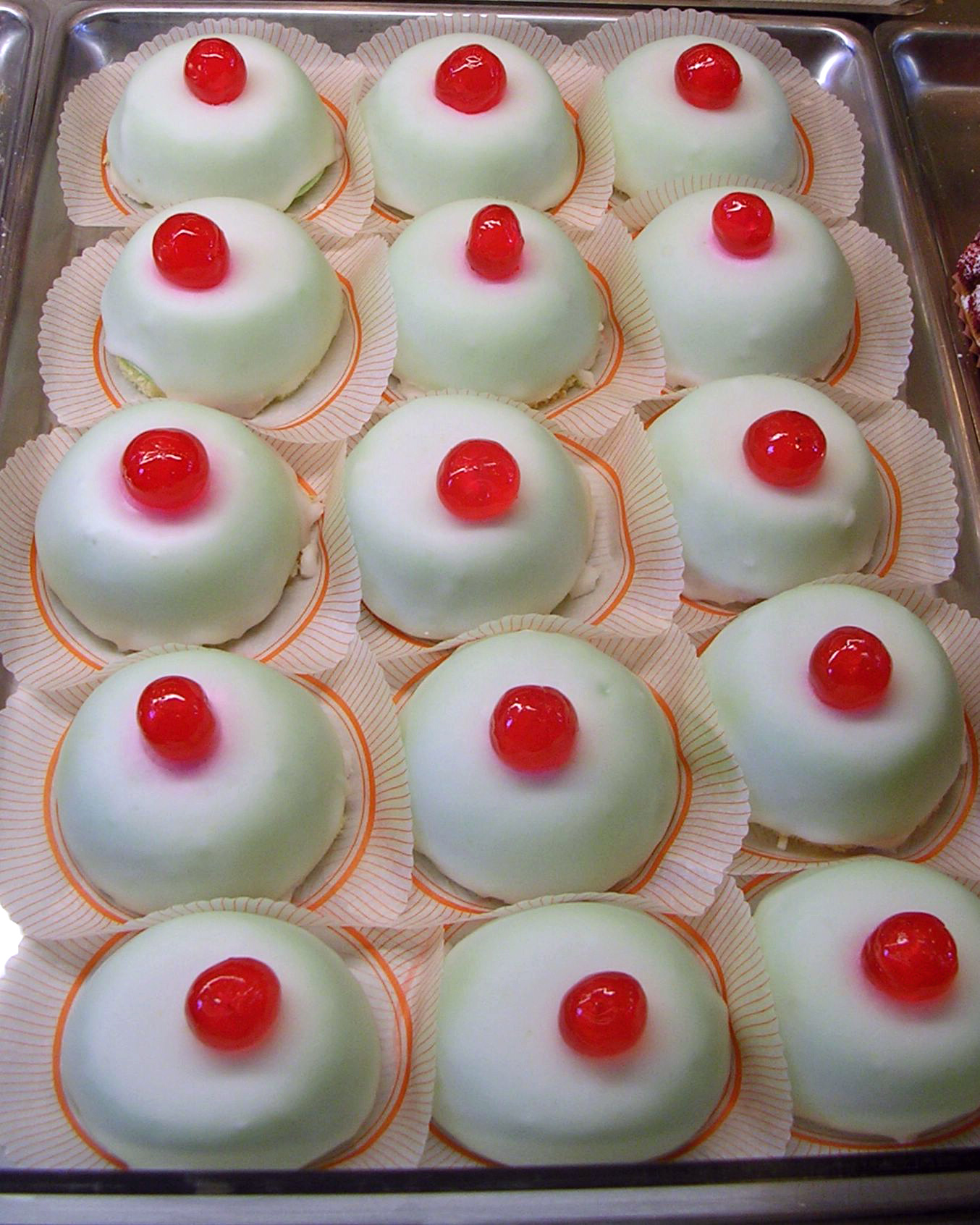
Cassatelle di sant'Agata

Cassatella di Sant'Agata (cassatedda di sant'Àgata, em siciliano) é um doce típico da cidade de Catânia, na ilha da Sicília, na Itália. É preparado e consumido na festa anual local em honra de Santa Águeda, natural de Catânia. 

## Acassatella
A cassatella di sant'Agata é, na realidade, uma pequena cassata siciliana. É conhecida como minnuzzi ri Sant'Àjita, no dialeto de Catânia. Possui a forma de uma mama, simbolizando o martírio de Santa Águeda, durante o qual lhe foi amputada uma mama.
É preparada com pão-de-ló embebido em licor de pétalas de rosa e recheado com ricotta, chocolate e fruta cristalizada. Possui uma cobertura branca, encimada por uma cereja cristalizada. 